# Алборовы
Албо́ровы (осет. Æлбортæ, Æлборатæ, груз. ალბორაშვილი, ალბორიშვილი) — многочисленная осетинская фамилия.

## Антропонимика
Название фамилии произошло от имени Албор, которое в свою очередь возможно восходит к половецкому «Алпар» либо «Олбер».

## Происхождение
Согласно устным преданиям фамилия Алборовых происходит из осетинского селения Луар, где жили три родных брата — Цогой, Албор и Кадза. От них соответственно и произошли образованные от личных имен — Алборовы, Кадзаевы и Цогоевы. Сейчас в Луаре сохранились развалины жилых и оборонительных сооружений этих трех фамилий.
Большая часть Алборовых переселилась в Южную Осетию: одни ушли в Кударское ущелье где обосновались в сел. Надарваз, а другие в Джерское ущелье. Также некоторые ушли в Тагаурское общество, где поселились в селениях Даргавс и Нижний Кани. Даргавские Алборовы стали называть себя Албораевыми, которые впоследствии переселились в г. Ардон и с. Ольгинское.
История происхождения фамилии Алборовых от имени одного из братьев живших в Луаре, также подтверждается рассказами Таймураза и Виктора 
Цогоевых, Амурхана Лазарова и Николая Кадзаева.

## Генеалогия
Родственными фамилиями (осет. æрвадæлтæ) Алборовых являются Цогоевы и Кадзаевы.

## Известные носители

### Искусство
- Инал Сократович Алборов (1943) — известный исполнитель осетинских народных песен, народный артист РЮО.
- Казбек Алексеевич Алборов (1948) — известный доулист, заслуженный артиср ГССР.
- Феликс Шалвович Алборов (1935 – 2005) — советский осетинский и российский композитор.
- Юрий Шотаевич Алборов — художественный руководитель ансамбля осетинского танца «Горец», народный артист РСО-А.

### Наука
- Борис Андреевич Алборов (1886 – 1968) — доктор филологических наук, первый осетинский профессор.

### Образование
- Любовь Тимофеевна Алборова — заслуженный учитель Грузинской ССР, её имя присвоено средней школе в г. Квайса.

### Спорт
- Аслан Сергеевич Алборов (1957) — заслуженный тренер РСФСР по вольной борьбе (1991), мастер спорта СССР.
- Игорь Олегович Алборов (1982) — российский и узбекский боксёр, МСМК.
- Мирза Бакурович Алборов (1987) — российский футболист, полузащитник.
- Руслан Михайлович Алборов (1983) — российский футболист, нападающий.
- Руслан Семёнович Алборов (1941) — судья международной категории по тяжёлой атлетике.
- Юлия Игоревна Алборова (1992) — чемпионка и призёр чемпионатов России по вольной борьбе, мастер спорта России международного класса.
- Яна Алановна Алборова (1994) — российская и узбекистанская рапиристка.